# Theo Lewis Weeks
Pour les articles homonymes, voir Weeks.
Theo Lewis Weeks est un footballeur international libérien né le 19 janvier 1990 dans le comté de Montserrado. Il évolue au poste de milieu de terrain l'Omónia Aradíppou (Chypre).